# Freienstein (Blankensee)
Freienstein ist ein Ortsteil der Gemeinde Blankensee des Amtes Löcknitz-Penkun im Landkreis Vorpommern-Greifswald in Mecklenburg-Vorpommern.

## Geographie
Der Ort liegt drei Kilometer westlich der Staatsgrenze zu Polen, drei Kilometer nordwestlich von Blankensee und zehn Kilometer nordöstlich von Löcknitz. Die Nachbarorte sind Stolec und Pampow im Nordosten, Rzędziny im Osten, Łęgi und Blankensee im Südosten, Fuchslöcher, Küsselhof und Mewegen im Südwesten sowie Theerofen, Grünhof und Glashütte im Nordwesten.